# Polyamorie

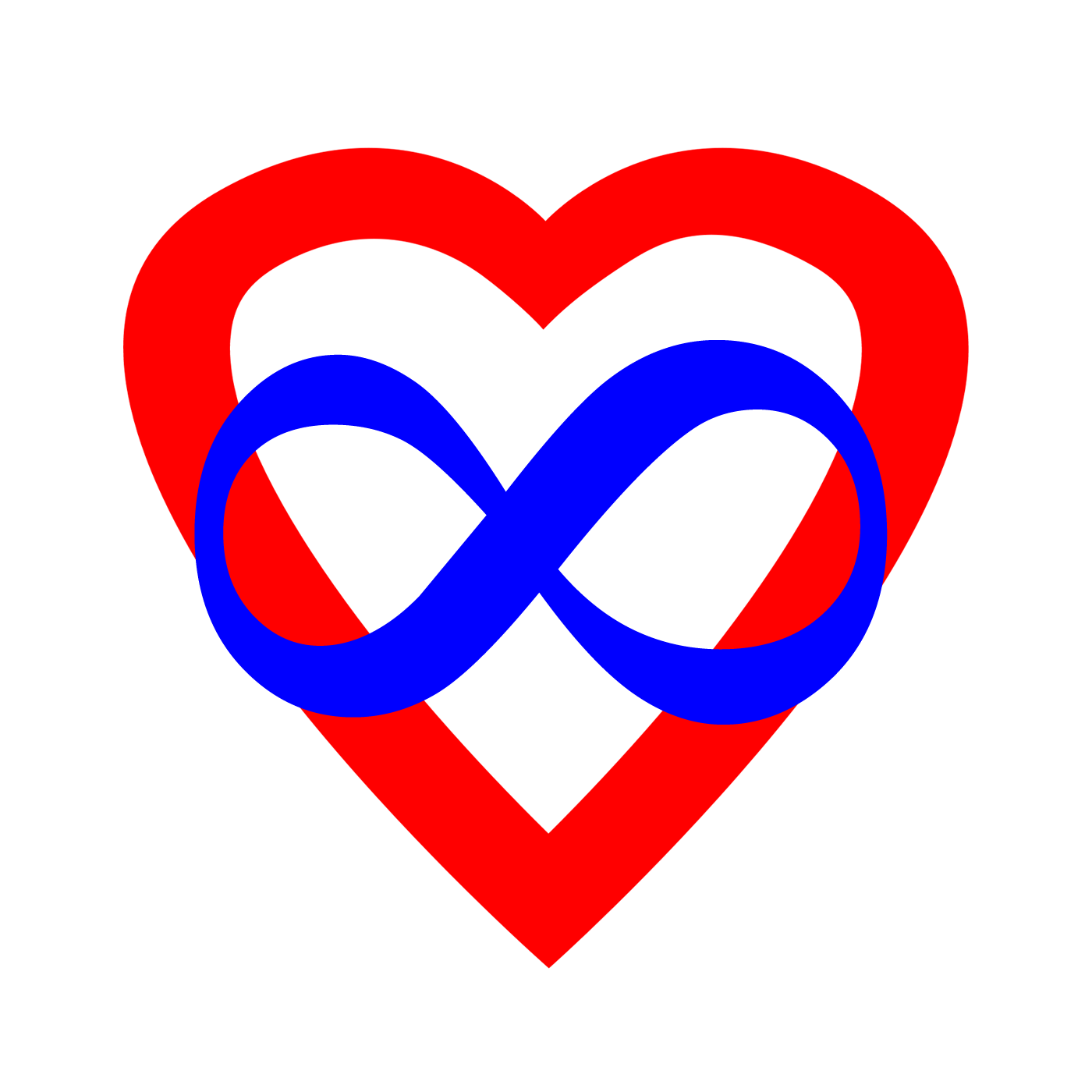
Jeden ze symbolů polyamorie.

Polyamorie (z řeckého πολυ /poly/, mnoho/více-(násobný) a latinského amor knižně „láska“ – dosl. mnoholáska, žádný český překlad není vžitý) je životní styl, kdy osoba žije v několika milostných vztazích. Jedná se o druh nemonogamního soužití, založený na toleranci a akceptaci dalších vztahů.
Stoupenci polyamorie zastávají názor, že je možné žít za vzájemného souhlasu všech zúčastněných, nejde pak o nevěru nebo podvádění. Zároveň nemusí (ale může) být jeden svazek nadřazen ostatním, jak je tradičně chápána kolize mezi manželským a milostným vztahem. Hnutí propagující polyamorii ji označuje za životní styl založený na trvalém postoji.

Za kolébku polyamorie se považuje USA, kde se polyamorici sdružují v hnutí The Polyamory Society, které bylo založeno v roce 1996 ve Washingtonu. Podobné hnutí existuje i v Německu, kde od roku 2008 funguje Poly Amores Netzwerk.

Vlajka hrdosti polyamorie, vytvořená Jimem Evansem v roce 1995.

V České republice pozorujeme komunitu polyamoriků a jejich aktivity od roku 2010. Aktivní jsou především na sociálních sítích, kde se snaží informovat o polyamorii, a také pořádají několik setkání ročně.

## Symboly polyamorie

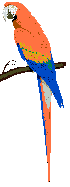
Symbol polyamorie – papoušek Polly

Přestože lidé vyznávající polyamorii (polyamorici) přijali mnoho symbolů, žádný není obecně známý. Nejčastějším symbolem je červené srdce s bílou výplní, spojené s modrým znakem nekonečna, známé jako nekončící srdce. Barvy se často liší. Dalším častým symbolickým zobrazením polyamorie je vlajka hrdosti z roku 1995 vytvořená Jimem Evansem.
Jiným symbolem polyamorie je obrázek papouška, jelikož „Polly“ je častým pojmenováním pro tyto ptáky coby domácí mazlíčky. Článek v The Guardian z roku 2003 uvádí: „Dnešní Amerika zná více než 100 polymailingových listů a podpůrných skupin. Jejich znakem, kterým označují stůl v restauraci, když se sejdou, je papoušek (kvůli přezdívce skupiny Polly)“.

## Formy polyamorie
- Polyfidelita, která zahrnuje několik romantických vztahů se sexuálním kontaktem omezeným pouze na některé členy skupiny (ale může být i se všemi).[5] Občas též nazývána uzavřenou formou polyamorie, kdy jde o více než dva partnery, ale vztah je uzavřen a „nenabírá" další členy.
- Sub-vztahy, které rozlišují mezi „primárními“ a „sekundárními“ vztahy.[6] V roce 1906 tuto myšlenku prezentoval a obhajoval anglický spisovatel H. G. Wells v utopické novele Za dnů komety.
- Tři osoby v romantickém vztahu, jinak nazýváno „triáda“, francouzsky také „ménage à trois“ neboli „domácnost pro tři“.[7]
- Romantický vztah mezi dvěma páry.[8]
- Polygamie (polygynie a polyandrie), kdy jedna osoba uzavře sňatek s několika dalšími.
- Skupinové vztahy a skupinová manželství, kdy se každý cítí být ve vztahu s každým ve skupině.[9] Na tomto typu vztahu jsou založeny některé skupiny v novelách spisovatele R. A. Heinleina (Cizinec v cizí zemi, Dost času na lásku, Friday nebo Měsíc je drsná milenka).
- Mono/poly vztahy, kdy jeden z partnerů si zachovává monogamii, ale souhlasí s polygamií druhého partnera.[10]
- Otevřené vztahy/otevřená manželství.[11]
- Sólo polyamorie, kdy člověk udržuje několik vztahů (romantických či sexuálních), aniž by cítil potřebu se usazovat.[12]

## Polyamorie v literatuře
Polyamorii nalezneme v literatuře nezřídka a to hlavně v beletrii. Samotný pojem polyamorie se však vyskytuje především v literatuře odborné. Například studie Notions of love (2011) in polyamory staví polyamorii do přímé opozice monogamii. Na základě rozhovorů s lidmi zkušenými v nemonogamních vztazích pak popisuje prvky poly-lásky. Další výzkum Attached to monogamy? (2014) se zajímá o vnímání polygamie a polyamorie jednotlivými pohlavími. Z něj vyplynulo, že muži jsou ochotnější vstoupit do nemonogamního vztahu, stejně tak mají větší strach ze závazků. Co do spektra zkoumání, patří k nejrozsáhlejším odborným pracím kniha Polyamory in the 21st century (2010) anglické spisovatelky Deborah Anapol. Ta se zabývala determinací prostředím, ze kterého polyamoristé pocházejí. To se jí sice nepodařilo prokázat, zmiňuje však menší výzkumy, dle nichž jsou polyamoristé vzdělanější než průměrná populace a  zároveň tíhnou k bisexualitě. Jejich vztahy mohou mít rozmanitou podobu lišící se nejen strukturou, ale například i hierarchií vztahu.
Začátkem 60. let se taktéž objevila ve sci-fi románech amerického spisovatele Roberta Anson Heinleina. V jeho díle se běžně vyskytují a akceptují vztahy mezi více lidmi. Vrcholem jeho představ je román Měsíc je drsná milenka (The Moon Is a Harsh Mistress, 1966), kde vytvořil model „nekonečné rodiny“ fungující na základě smlouvy. Staří členové postupně umírají, zatímco noví mladí členové jsou přijímáni na základě hlasování. Péče o rodinu a děti je rozdělena mezi všechny členy bez ohledu na biologické svazky. Častým jevem vyskytujícím se na Měsíci jsou pro něj i tříčlenné milenecké vztahy dvou mužů a jedné ženy vynucených populačním defektem.

## Polyamorie a manželství
Manželství je leckdy považováno jen za trvalé soužití muže a ženy. V některých zemích je povoleno i manželství mezi dvěma osobami stejného pohlaví, nebo také stejnopohlavní manželství. Příslušníci stejného pohlaví mohou uzavřít manželství například v Belgii, Francii, Irsku, ve Velké Británii, v Kanadě, v USA, na Maltě atd.. V dalších zemích je homosexuálům povoleno uzavírat registrovaná partnerství, v České republice existuje tato možnost od roku 2006.
V roce 2012 se přes 4000 korespondentů zúčastnilo dotazníku americké neziskové organizace Loving More ohledně manželství v polyamorických vztazích. Výsledky ukazují na to, že 65,9 % dotázaných by volilo cestu manželství – pokud by to bylo legální. V červenci 2017 se zapsal do historie Kolumbie první legální svazek tří mužů. I přesto, že Manuel Bermudez, Victor Hugo Prada a Alejandro Rodriguez nezískali pravý manželský certifikát, navýšili rámec možností pro další polyamorní skupiny. 
V souvislosti s polyamorií, bigamie, tedy dvojí nebo dvojnásobné manželství, je naopak ve většině zemí nepřípustná a podobně jako v České republice je uzavření druhého sňatku klasifikováno jako trestný čin. Za polyamorii by se také daly považovat bigamické vztahy založené na kohabitaci patnerů.
V diskusi se čtenáři Pink News uvedla v květnu 2015 Natalie Bennettová, předsedkyně Strany zelených Anglie a Walesu (Green Party of England and Wales), že je otevřená polyamorním manželstvím a civilním svazkům tří osob a její strana je nakloněná diskusím na toto téma. V reakci na to uveřejnil spisovatel a vyznavač polyamorie Redfern Jon Barrett článek, ve kterém obhajuje nemonogamní soužití, které je podle něj přirozené pro většinu LGBT komunity a hovoří o nevýhodách před zákonem, se kterými se potýkali i homosexuálové před zavedením registrovaného partnerství. Tvrdí, že legalizace polyamorních manželství je dalším krokem k rovnosti.

## Polyamorie v praxi

### Hodnoty
Věrnost a oddanost – Věrnost není vnímána pouze jako sexuální oddanost, ale především jako schopnost dodržení závazků a domluv ohledně vztahu.
Komunikace – Jelikož neexistuje žádný „standardní model“ polyamorického vztahu, zakládají si polyamorici na vzájemné komunikaci a projednávání individuálních hranic se všemi zúčastněnými. Silnými pilíři vztahů je upřímnost a vzájemný respekt, stejně tak ale hranice, které si mezi sebou určí.
Genderová rovnoprávnost – Polyamorici nevěří na genderová pravidla, která řídí běžné vztahy (jedná se především o patriarchát vyskytující se též v některých podobách křesťanských pojetí manželství). Je běžné, že v momentě, kdy monogamní pár vstupuje do polygamie, partneři si určují pravidla – např. muž či žena odmítá intimní vztah s dalším mužem, ale připouští si romantický vztah s jinou ženou. Postupem času tyto limity odbourávají a dostávají se do čistých polyamorických vztahů.
Práce s pocity – Důležitou součástí praktikování polyamorie je práce s nepříjemnými pocity, nejčastěji zmiňovanou je žárlivost, kterou hodně lidí považuje za překážku mezi nimi a svobodnou láskou. Například Dossie Easton a Janet Hardy uvádějí v publikaci The Ethical Slut, že žárlivost je „…nadřazený pojem, který pokrývá širokou škálu emocí, které můžeme pocítit, když se náš partner sblíží s někým jiným. Žárlivost může být projevem nejistoty, strachu z odmítnutí, strachu z opuštění, toho, když se člověk cítí vynechán, že není dost dobrý nebo se prostě cítí hrozně.“
Polyamorici často pocity, jako je žárlivost, nejistota či nepohodlí nevnímají jako nutně špatné, ale naopak se s nimi snaží pracovat (např. dohledat jejich původ) a upřímně o nich komunikovat s partnery.

### Benefity polyamorie
Výhody praktikování polyamorie jsou následující:
- možnost svobodně milovat a vyznávat náklonnost všem lidem, ke kterým ji člověk praktikující polyamorii cítí
- možnost řešit problémy a otázky s více lidmi má potenciál stabilizovat problémy a eliminovat polarizaci úhlu pohledů
- emocionální podpora poskytnutá od ostatních dospělých zapojených ve vztahu
- širší spektrum zkušeností, dovedností, zdrojů, perspektiv a zodpovědností vnesených do dynamické domácnosti
- možnost sdílet práci a výchovu dětí tak, aby tyto služby nemusely být vyhledávány a placeny mimo rodinný kruh
- zvýšení finanční stability domácnosti.

## Kritika konceptu polyamorie

### Dělení lásky
V knize The Ethical Slut uvádějí autorky Dossie Easton a Janet Hardy možný argument většinové společnosti proti polyamorii argument tzv. „nedostatkové ekonomiky.“ Tento argument vychází z všeobecného přesvědčení, že naše zásoby lásky, možností pro intimitu a propojení s ostatními nejsou nekonečné, a tudíž když svou lásku člověk rozdělí mezi více osob, automaticky tím svým partnerům dává méně, než kdyby miloval jen jednoho člověka.
Easton a Hardy tuto kritiku odmítají analogií rodiče se dvěma dětmi – láska rodiče k jednomu dítěti se neoslabuje narozením druhého. Robert Heinlein tento jev popsal jako: „Čím víc milujete, tím víc můžete milovat – a tím intenzivněji milujete. Není ani žádné omezení, kolik lidí můžete milovat. Kdyby měl člověk více času, mohl by milovat většinu těch, kteří si to zaslouží.“

### Názor většinové společnosti
Jako další argument kritiky polyamorie se uvádí strach z nepřijetí ve společnosti. Pro ty, pro které je jejich obraz ve společnosti důležitý a chtějí být viděni spíše v lepším světle, uvádí tento způsob soužití jako nepřístupný. Ne-monogamní vztahy bývají považovány za emočně chaotické a zaštiťující zmatek a dramatické situace. Častým výsledkem je nevěra a nedůvěra partnerů. Vést eticky korektní vztah je stále při polyamorii považováno za nemožné. Udržení polyamorního vztahu je také náročné na koordinaci času. Doktorka Deborah Anapol ve svém článku uvádí zkušenosti ženy, která polyamorní vztah vedla. Podle ní se vyskytl problém s rozhodováním, jakých společenských akcí je vhodné se účastnit, protože nebylo předvídatelné, s jakým z partnerů ten den bude trávit čas.

### Zvýšená zdravotní rizika
Nevýhodou tohoto typu vztahu jsou také zvýšená zdravotní rizika. Čím více sexuálních partnerů člověk má, tím větší je pravděpodobnost přenosu různých onemocnění a nákaz. Dá se tomu samozřejmě předcházet patřičnou ochranou, ale žádná ochrana není stoprocentně spolehlivá proti přenosu pohlavních chorob. 

## Historie
Polyamorické formy nejen intimních, ale také emočních vztahů se začaly objevovat během sexuální revoluce 60. a 70. let. Uvolnění vztahů a experimentování vedlo k tvoření nových forem, jakými jsou například skupinová manželství nebo střídání partnerů. Mezi jedno z nejvýraznějších hnutí se řadí i komunita Kerista, založena v 70. letech. Soužití ve skupinovém partnerství v příbytcích vzoru kibuců trvalo 20 let. Skupina 30 členů si stanovila jasná pravidla pro soužití, jako např. systém střídání v posteli, vasektomie jako zabránění nechtěnému početí.
Ve 21. století se díky internetu stalo více-partnerství otevřenějším tématem k diskuzi. Online komunita (viz Lovemore.com, Janesguide.com, aj.) nabízí prostor k seznámení, dotazům a komunikaci. 

## Polyamorie v kontextu náboženství

### Křesťanství
Většina současných křesťanů polyamorii neakceptuje, nicméně někteří se považují za vyznavače křesťanství i polyamorie zároveň.

### Židovství
Opět platí, že polyamorii většinou neakceptují, ale existují tací, kteří vyznávají obojí.
Jednou z význačných rabínek, která akceptuje polyamorii, je Sharon Kleinbaum, starší rabínka na Kongregaci Beit Simchat Torah v New Yorku. Říká, že polyamorie je volba, která není v rozporu s životní filosofií židovské společnosti.
Někteří židovští vyznavači polyamorie poukazují také na biblické patriarchy mající několik manželek a konkubín jako důkaz, že polyamorní vztahy mohou být posvěceny i v judaismu.

### Satanismus
Satanisté jsou pluralisté akceptující polyamorii, bisexualitu i homosexualitu, BDSM, transgender osoby a asexuály. Na sex je nahlíženo jako na odpustek, který by ale měl být započatý pouze z vlastní vůle. Jedenáct satanistických pravidel země dává pouze dvě instrukce týkající se sexu: Nesnažte se s nikým mít sex, pokud pro to nedostanete signál. Neubližujte malým dětem.